# ایستگاه اولد میل
ایستگاه اولد میل (انگلیسی: Old Mill station) یک ایستگاه مترو در خط ۲ بلور–دانفورث در تورنتو، انتاریو، کانادا است.